# Kutzenhausen, Bas-Rhin
Kutzenhausen là một xã thuộc tỉnh Bas-Rhin trong vùng Grand Est đông bắc Pháp.

## Twin towns
- Kutzenhausen, Germany since 1987.